# Heather Medway
Heather Medway est une actrice américaine née le 5 juin 1972. Elle est la femme de Danny Bilson  et la belle-mère de Rachel Bilson. 

## Biographie
Avant de devenir actrice, Heather a fait quelques années de mannequinat. Ensuite, elle joue dans plusieurs séries B et quelques téléfilms. Mais en 1996, elle rejoint la distribution de la célèbre série Viper. Elle y joua le rôle de l'inspecteur Cameron Westlake durant 3 saisons, jusqu'en 1999 où la série prit fin. Depuis l'arrêt de Viper, on n'a plus jamais revu Heather Medway à l'écran.
Aujourd'hui, elle vit à Los Angeles avec son mari, Danny Bilson, et ses deux filles nées respectivement en 2001 et 2007.

## Série tv
- Viper (1994-1998) saison 2,3,4 ; Cameron Westlake